# Maria Magnólia Figueiredo
Maria Magnólia de Souza Figueiredo (nascida em 11 de novembro de 1963, em Currais Novos, no Rio Grande do Norte) é uma atleta brasileira aposentada que competiu nos 400 e 800 metros rasos. Ela representou o Brasil nos Jogos Olímpicos de Verão de 1988 e 1996, e também em quatro Campeonatos Mundiais.
Ela tem recordes pessoais de 22,99 nos 200 metros (1988) e 50,62 nos 400 metros (1990). Este último é o recorde nacional atual. Seu tempo de 53,05, estabelecido em 2004 em altitude, é o atual recorde mundial dos 400 metros femininos com mais de 40 anos.

## Recorde em competições
| Ano                    | Competição                                               | Local                        | Posição                | Evento                 | Notas                  |
| Representando o Brasil | Representando o Brasil                                   | Representando o Brasil       | Representando o Brasil | Representando o Brasil | Representando o Brasil |
| ---------------------- | -------------------------------------------------------- | ---------------------------- | ---------------------- | ---------------------- | ---------------------- |
| 1978                   | Campeonato Sul-Americano Juvenil de Atletismo de 1978    | Montevidéu, Uruguai          | 4a                     | 100 m                  | 12.88                  |
| 1978                   | Campeonato Sul-Americano Juvenil de Atletismo de 1978    | Montevidéu, Uruguai          | 5a                     | 200 m                  | 26.31                  |
| 1978                   | Campeonato Sul-Americano Juvenil de Atletismo de 1978    | Montevidéu, Uruguai          | 3a                     | Revezamento 4 × 100 m  | 49.88                  |
| 1978                   | Campeonato Sul-Americano Juvenil de Atletismo de 1978    | Montevidéu, Uruguai          | 3a                     | Revezamento 4 × 100 m  | 4:10.0                 |
| 1980                   | Campeonato Sul-Americano Júnior de Atletismo de 1980     | Santiago do Chile            | 5a                     | 100 m                  | 12.46                  |
| 1980                   | Campeonato Sul-Americano Júnior de Atletismo de 1980     | Santiago do Chile            | 3a                     | Revezamento 4 × 100 m  | 47.64                  |
| 1981                   | Campeonato Sul-Americano Júnior de Atletismo de 1981     | Rio de Janeiro, Brasil       | 2a                     | 200 m                  | 24.8                   |
| 1981                   | Campeonato Sul-Americano Júnior de Atletismo de 1981     | Rio de Janeiro, Brasil       | 1a                     | Revezamento 4 × 100 m  | 46.4                   |
| 1987                   | Atletismo na Universíada de Verão de 1987                | Zagreb, Iugoslávia           | 4a                     | 400 m                  | 51.74                  |
| 1987                   | Atletismo nos Jogos Pan-Americanos de 1987               | Indianápolis, Estados Unidos | 5a                     | 400 m                  | 51.93                  |
| 1987                   | Campeonato Mundial de Atletismo de 1987                  | Roma, Itália                 | 15a (sf)               | 400 m                  | 52.24                  |
| 1987                   | Campeonato Mundial de Atletismo de 1987                  | Roma, Itália                 | 11a (h)                | Revezamento 4 × 100 m  | 3:30.91                |
| 1988                   | III Campeonato Iberoamericano de Atletismo               | México, México               | 3a                     | 200 m                  | 23.35 (+0.0 m/s) A     |
| 1988                   | III Campeonato Iberoamericano de Atletismo               | México, México               | 2a                     | 400m                   | 51.74 A                |
| 1988                   | III Campeonato Iberoamericano de Atletismo               | México, México               | 1a                     | Revezamento 4 × 100 m  | 3:29:22 A              |
| 1988                   | Atletismo nos Jogos Olímpicos de Verão de 1988           | Seul, Coreia do Sul          | 29a (qf)               | 200 m                  | 23.67                  |
| 1988                   | Atletismo nos Jogos Olímpicos de Verão de 1988           | Seul, Coreia do Sul          | 7a (qf)                | 400 m                  | 51.32                  |
| 1988                   | Atletismo nos Jogos Olímpicos de Verão de 1988           | Seul, Coreia do Sul          | 11a (h)                | Revezamento 4 × 100 m  | 3:36.81                |
| 1989                   | Campeonato Mundial de Atletismo em Pista Coberta de 1989 | Budapeste, Hungria           | 5a                     | 200 m                  | 23.83                  |
| 1990                   | IV Campeonato Iberoamericano de Atletismo                | Manaus, Brasil               | 1a                     | 400 m                  | 51.51                  |
| 1990                   | IV Campeonato Iberoamericano de Atletismo                | Manaus, Brasil               | 1a                     | Revezamento 4 × 100 m  | 3:32.8                 |
| 1991                   | Campeonato Sul-Americano de Atletismo de 1991            | Manaus, Brasil               | 1a                     | 400 m                  | 51.56                  |
| 1991                   | Campeonato Sul-Americano de Atletismo de 1991            | Manaus, Brasil               | 1a                     | 800 m                  | 2:00.45                |
| 1991                   | Campeonato Sul-Americano de Atletismo de 1991            | Manaus, Brasil               | 1a                     | Revezamento 4 × 100 m  | 3:32.59                |
| 1991                   | Campeonato Mundial de Atletismo de 1991                  | Tóquio, Japão                | 14a (sf)               | 800 m                  | 2:01.53                |
| 1992                   | V Campeonato Iberoamericano de Atletismo                 | Sevilha, Espanha             | 2a                     | 800 m                  | 2:02.45                |
| 1993                   | Campeonato Sul-Americano de Atletismo de 1993            | Lima, Peru                   | 1a                     | 400 m                  | 52.67                  |
| 1993                   | Campeonato Sul-Americano de Atletismo de 1993            | Lima, Peru                   | 1a                     | 800 m                  | 2:04.2                 |
| 1993                   | Campeonato Mundial de Atletismo de 1993                  | Stuttgart, Alemanha          | 14a (sf)               | 800 m                  | 2:01.01                |
| 1994                   | VI Campeonato Iberoamericano de Atletismo                | Mar del Plata, Argentina     | 4a                     | 400 m                  | 55.44                  |
| 1994                   | VI Campeonato Iberoamericano de Atletismo                | Mar del Plata, Argentina     | 2a                     | Revezamento 4 × 100 m  | 3:38.61                |
| 1995                   | Atletismo nos Jogos Pan-Americanos de 1995               | Mar del Plata, Argentina     | 6a                     | 400 m                  | 53.10                  |
| 1996                   | VII Campeonato Iberoamericano de Atletismo               | Medellín, Colômbia           | 3a                     | 400 m                  | 51.36                  |
| 1996                   | VII Campeonato Iberoamericano de Atletismo               | Medellín, Colômbia           | 3a                     | Revezamento 4 × 100 m  | 44.59                  |
| 1996                   | VII Campeonato Iberoamericano de Atletismo               | Medellín, Colômbia           | 2a                     | Revezamento 4 × 100 m  | 3:34.34                |
| 1996                   | Atletismo nos Jogos Olímpicos de Verão de 1996           | Atlanta, Estados Unidos      | 22a (qf)               | 400 m                  | 51.98                  |
| 1997                   | Campeonato Sul-Americano de Atletismo de 1997            | Mar del Plata, Argentina     | 2a                     | 400 m                  | 53.49                  |
| 1997                   | Campeonato Mundial de Atletismo de 1997                  | Atenas, Grécia               | 30a (h)                | 400 m                  | 53.95                  |
| 1998                   | VIII Campeonato Iberoamericano de Atletismo              | Lisboa, Portugal             | 4a                     | 400 m                  | 52.62                  |
| 2001                   | Campeonato Sul-Americano de Atletismo de 2001            | Manaus, Brasil               | 1a                     | Revezamento 4 × 100 m  | 3:32.43                |